# ヤコポ・ティエポロ

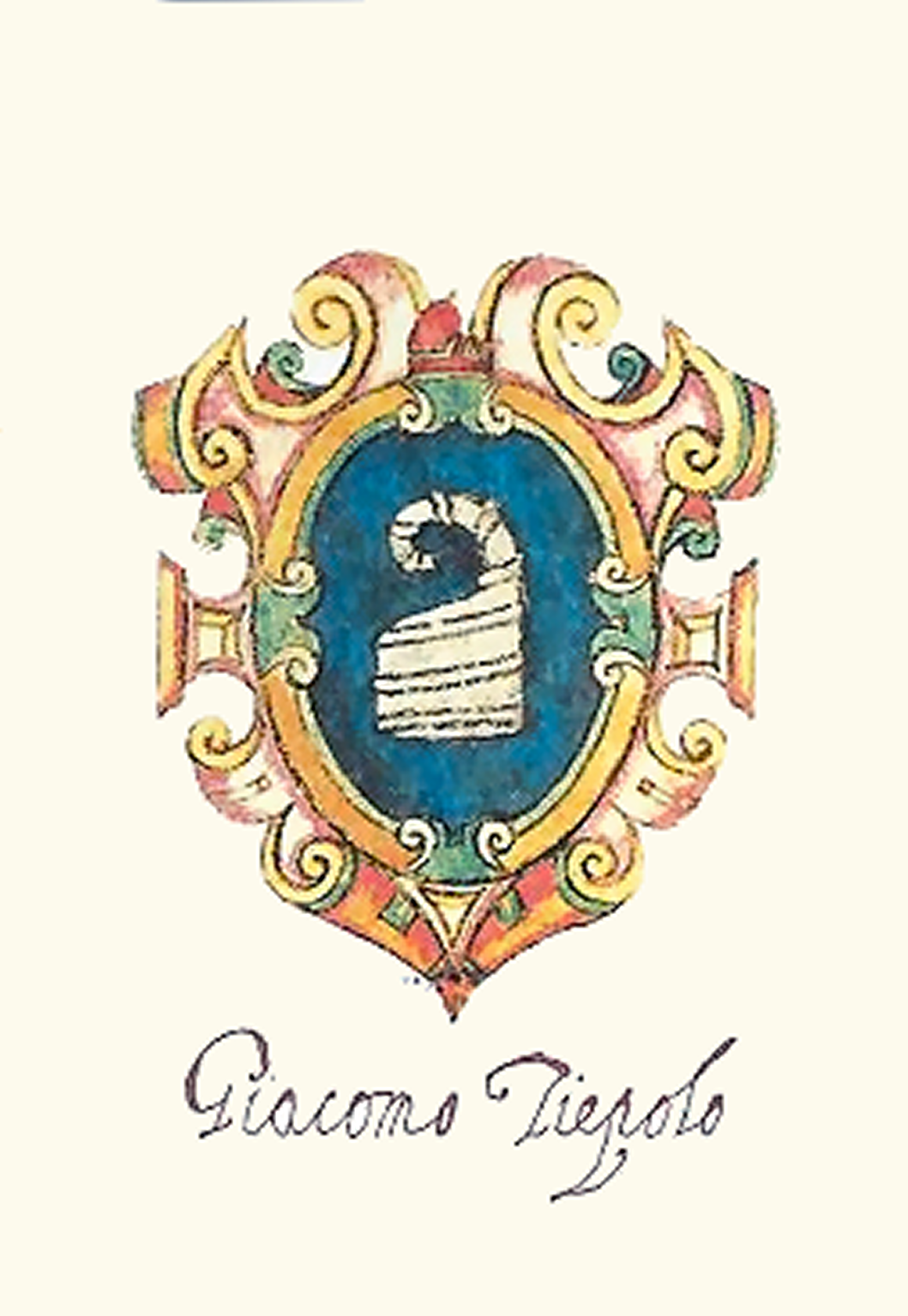
ティエポロ家の紋章

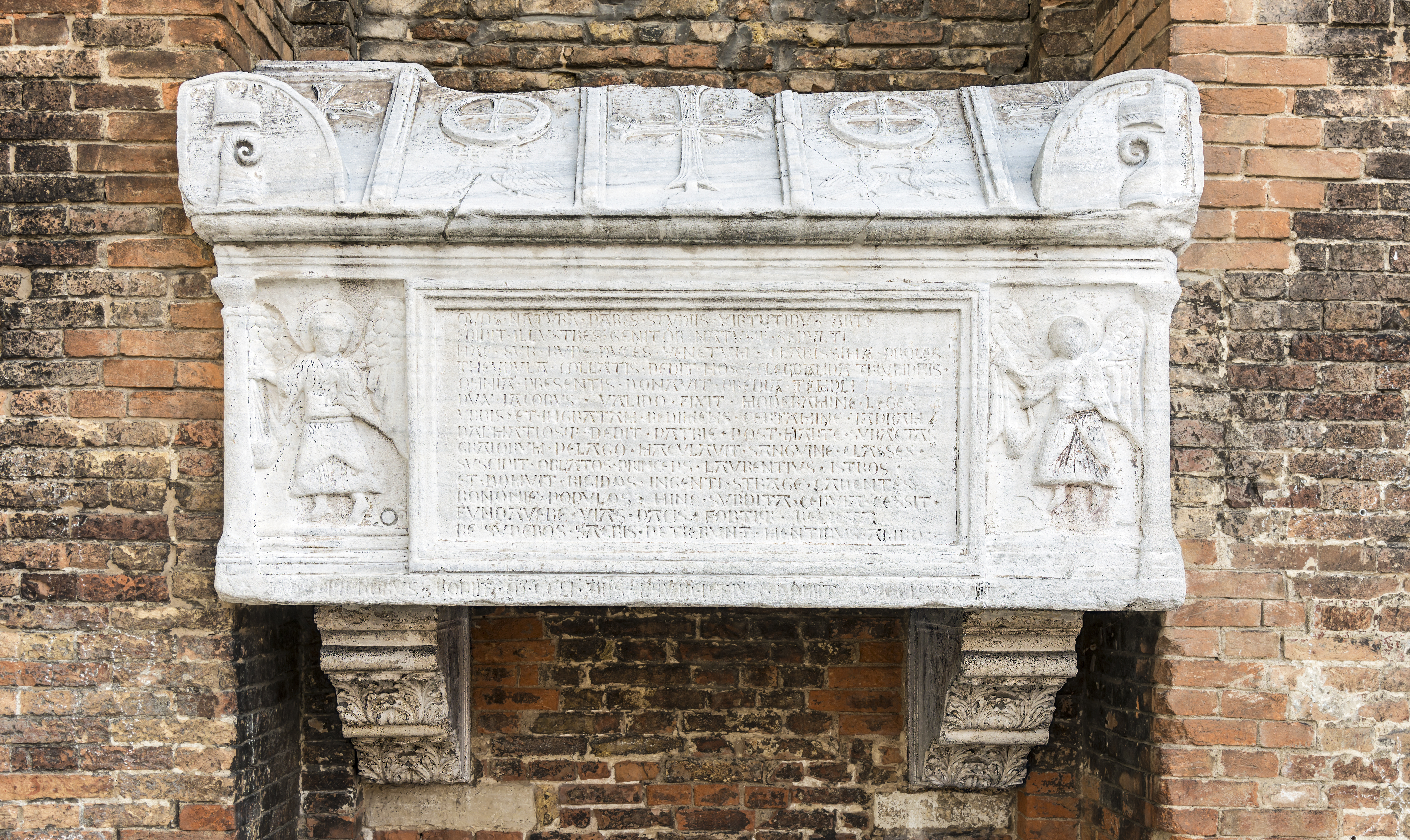
彼の墓

ヤコポ・ティエポロ（Jacopo Tiepolo、1249年没）は、ヴェネツィア共和国の第43代元首。（在任：1229年 - 1249年）
ヤコポの一族・ティエポロ家はダンドロ家と並ぶヴェネツィア共和国の名族であったため、元首として選出されたという。

## 関連
- ロレンツォ・ティエポロ（ヤコポの息子で同国46代元首）

| スタブアイコン | サブスタブ | この項目は、まだ閲覧者の調べものの参照としては役立たない、人物に関連した書きかけの項目です。この項目を加筆・訂正などしてくださる協力者を求めています（P:人物伝/PJ:人物伝）。 |